# Anseropoda placenta
Anseropoda placenta är en sjöstjärneart som först beskrevs av Thomas Pennant 1777.  Anseropoda placenta ingår i släktet Anseropoda och familjen Asterinidae. Inga underarter finns listade i Catalogue of Life.

## Bildgalleri

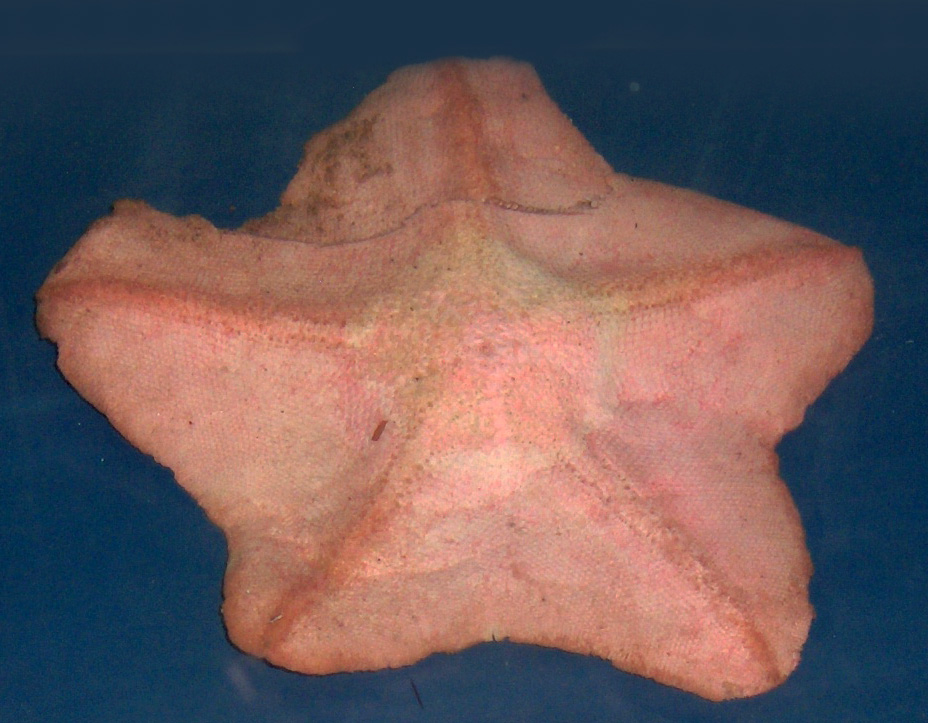
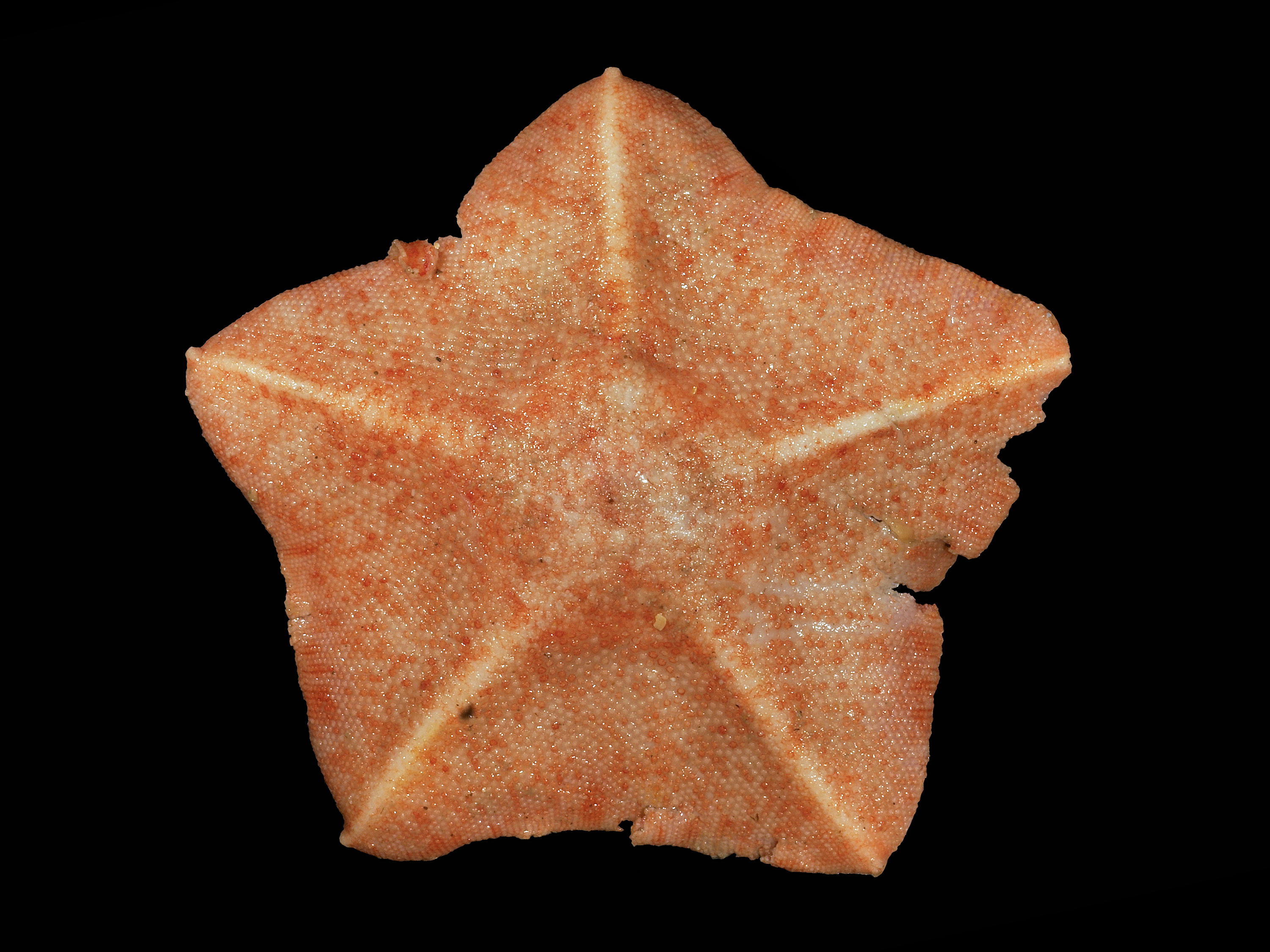